# بزرگراه ۱۱ (عراق)
بزرگراه ۱۱ یک بزرگراه در عراق می‌باشد که از بغداد تا سوریه گسترده شده‌است. این راه از فلوجه، رمادی، حبانیه و رطبه عبور می‌کند.